# الخرزي (الخبت)

تعديل مصدري - تعديل

الخرزي هي إحدى قرى عزلة الظاهر بمديرية الخبت التابعة لمحافظة المحويت، بلغ تعداد سكانها 135 نسمة حسب تعداد اليمن لعام 2004.